# African Lion Safari
Koordinaten: 43° 20′ 28″ N, 80° 10′ 48″ W

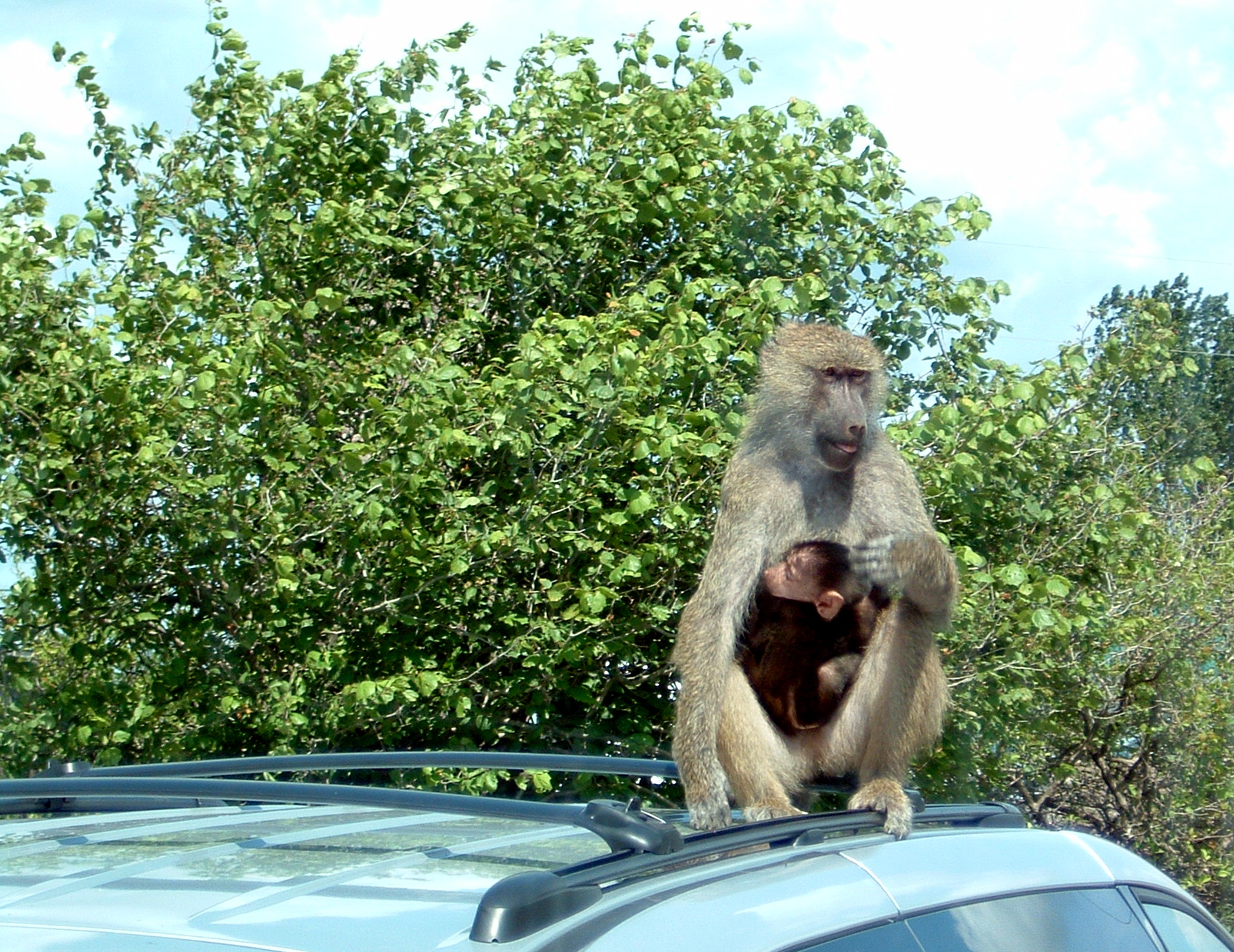
Pavian mit Jungtier auf Pkw-Dach

Die African Lion Safari ist ein zooähnlicher Safaripark, in dem Besucher vom Fahrzeug aus Wildtiere beobachten können. Der Safaripark befindet sich in der Nähe der Stadt Cambridge in der Regional Municipality of Waterloo
in der kanadischen Provinz Ontario. Die nächstgelegene größere Stadt in einer Entfernung von rund 30 Kilometern in südöstlicher Richtung ist Hamilton. Die African Lion Safari ist Mitglied bei folgenden Organisationen: Canadian Association of Zoos and Aquariums (CAZA), World Association of Zoos and Aquariums (WAZA), International Elephant Foundation (IEF) sowie International Association of Avian Trainers and Educators (IAATE). Der Safaripark ist normalerweise zwischen Mai und September für Besucher geöffnet.

## Geschichte
Mitte des Jahres 1968 realisierte der ehemalige Eishockeyspieler und spätere Colonel Gordon Dailley seinen lange gehegten Plan, in Kanada eine neue Attraktion in Gestalt eines befahrbaren Tierparks zu schaffen. Er wählte dazu ein ca. 300 Hektar großes Gelände in der Nähe von Cambridge in Ontario. Am 22. August 1969 öffnete die African Lion Safari ihre Türen für die Besucher.

## Anlagenkonzept
Der Park bietet große Busch-, Gras- und Waldflächen sowie Feuchtgebiete mit viel Platz für Tiere, die sich so bewegen können, wie sie sich in freier Wildbahn verhalten würden. Das Gelände ist in mehrere voneinander abgetrennte Reservate unterteilt, in denen Tiergruppen in zwei bis 20 Hektar großen Freianlagen leben. Diese sind als Nairobi Sanctuary, Simba Lion Country, Timbavati Lion Country, Wankie Bushland Trail, Rocky Ridge Veldt, Australasia und North America bezeichnet. Eine ca. neun Kilometer lange Fahrstrecke führt durch die jeweiligen Anlagen. Wer mit seinem eigenen Fahrzeug unterwegs ist, muss dieses vor Antritt der Fahrt einer Sicherheitsüberprüfung unterziehen. Ein Verlassen des Fahrzeugs im Gelände ist nicht gestattet, Fenster müssen stets geschlossen bleiben. Zusatzinformationen können über Audioanlagen abgerufen werden. Es besteht auch die Möglichkeit, mit einem von Rangern gefahrenen Safari-Tour-Bus das Gelände zu erkunden.
Ein separater, kleinerer Bereich von etwa 1,2 Hektar kann außerdem zu Fuß begangen werden. Auf dem im Safarigelände gelegenen See werden Bootstouren mit dem African Queen Boat veranstaltet. Dabei können Wasservögel und auf kleinen Inseln untergebrachte Primatenarten beobachtet werden.

## Tierbestand
Ursprünglich wurde der Park mit 40 Löwen (Panthera leo) eröffnet. Im Laufe der Jahre kamen viele weitere Tierarten, darunter einige bedrohte oder gefährdete Arten hinzu. Es werden in erster Linie Steppenbewohner gehalten, beispielsweise Giraffen (Giraffa), Zebras (Hippotigris), Breitmaulnashörner (Ceratotherium simum), Asiatische Elefanten (Elephas maximus), Geparden (Acinonyx jubatus), Paviane (Papio), Strauße (Struthio), Amerikanischer Bison (Bos bison), Watussirinder, Kängurus (Macropodidae) sowie verschiedene Antilopen- und Gazellenarten. Insgesamt leben im Park rund 1000 Tiere.

## Arterhaltungs- und Schutzprogramme
Die African Lion Safari unterstützt In-situ-Projekte, wie die Wiedereinführung oder Bestandsvergrößerung von Arten, beispielsweise für die im Osten Kanadas vorkommende Unterart des Louisianawürgers (Linius ludovicianus migrans),  den Kaninchenkauz (Athene cunicularia), die Schleiereule (Tyto alba) oder den Königsbussard (Buteo regalis). Die Mitarbeiter des Parks reisen weltweit, um Schulungen und Unterstützung an Arterhaltungs- und Schutzprogrammen vieler Arten, einschließlich Elefanten, zu verbessern.

## Unfälle
1989 kam es zu einem tödlich endenden Zwischenfall. Als ein Student der Naturwissenschaften einen Streit zwischen zwei Elefanten schlichten wollte, wurde er von einem der Tiere plötzlich zu Boden geworfen und der tonnenschwere Elefant erdrückte den Studenten mit dem Kopf.
Ein weiterer Vorfall mit einem Elefanten ereignete sich 2019. Ein Tiertrainer wurde von einem Elefanten angegriffen und musste schwer verletzt mit einem Hubschrauber in ein Krankenhaus ausgeflogen werden.
Im Jahr 1996 griffen drei Bengal-Tiger (Panthera tigris tigris) durch die versehentlich heruntergelassene Scheibe eines Pkws das darin sitzende junge Paar an. Einer der Tiger fügte den Insassen erhebliche Bissverletzungen zu. Die derart Angegriffenen verklagten die African Lion Safari. Der Prozess zog sich über mehrere Jahre hin. 2005 sprach ein Gericht den Betroffenen und ihren Familien eine Entschädigung von etwas mehr als 2,5 Millionen $ zu. Die Haltung von Tigern wurde aufgrund des Vorfalls von der Parkverwaltung aufgegeben.

## Kritik
Zuweilen wird von Tierschutzorganisationen Kritik an der Haltung der Wildtiere geäußert. 2021 wurde von der Organisation Defence of Animals im Besonderen die nicht artgerechte Haltung der Elefanten angeprangert. In deren Jahresbericht wurde African Lion Safari zum schlechtesten Zoo für die Haltung von Elefanten bezeichnet. Genannt wurden dabei grausame Ausbildungsmethoden, Zwang zur Vorführung von Kunststücken, Ausritte mit Besuchern, Außenaufenthalt in Hamiltons hartem Winterklima, fortwährende Zootransfers, Trennung der Gruppenmitglieder und Zuchtprogramme aus kommerziellen Gründen. Es wurden auch Bedenken gegenüber einem Plan zum Ausdruck gebracht, zwei Elefanten an den Fort Worth Zoo für 2,0 Millionen $ zu verkaufen. Die Performing Animal Welfare Society (PAWS) nannte den Preis überteuert und einen geradezu perversen finanziellen Anreiz, der auch den ungewollten Handel mit wildlebenden Elefanten fördern könnte.

## Galerie
Die folgende Bildreihe zeigt einige Säugetiere aus dem Bestand des Safariparks.

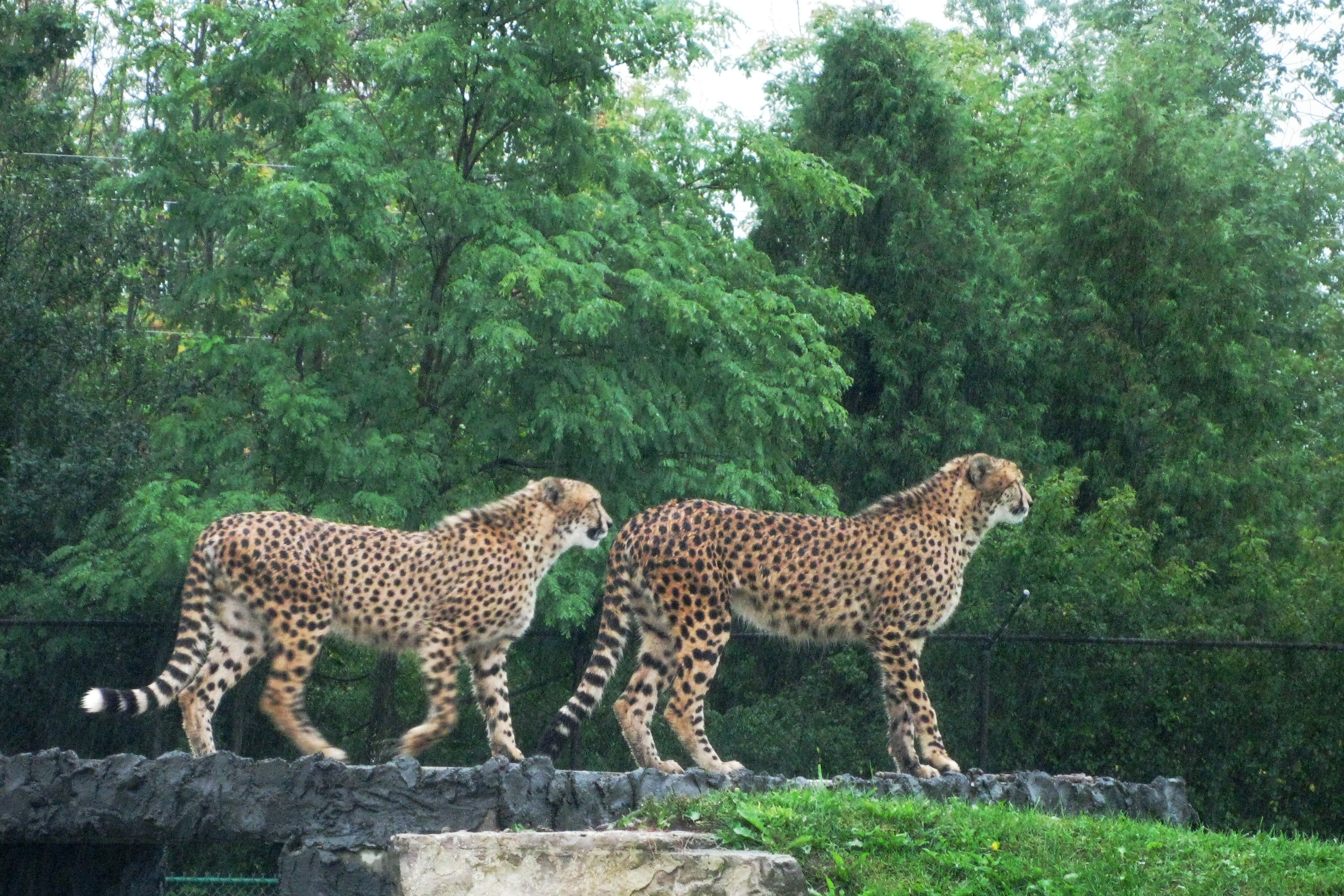
Geparden
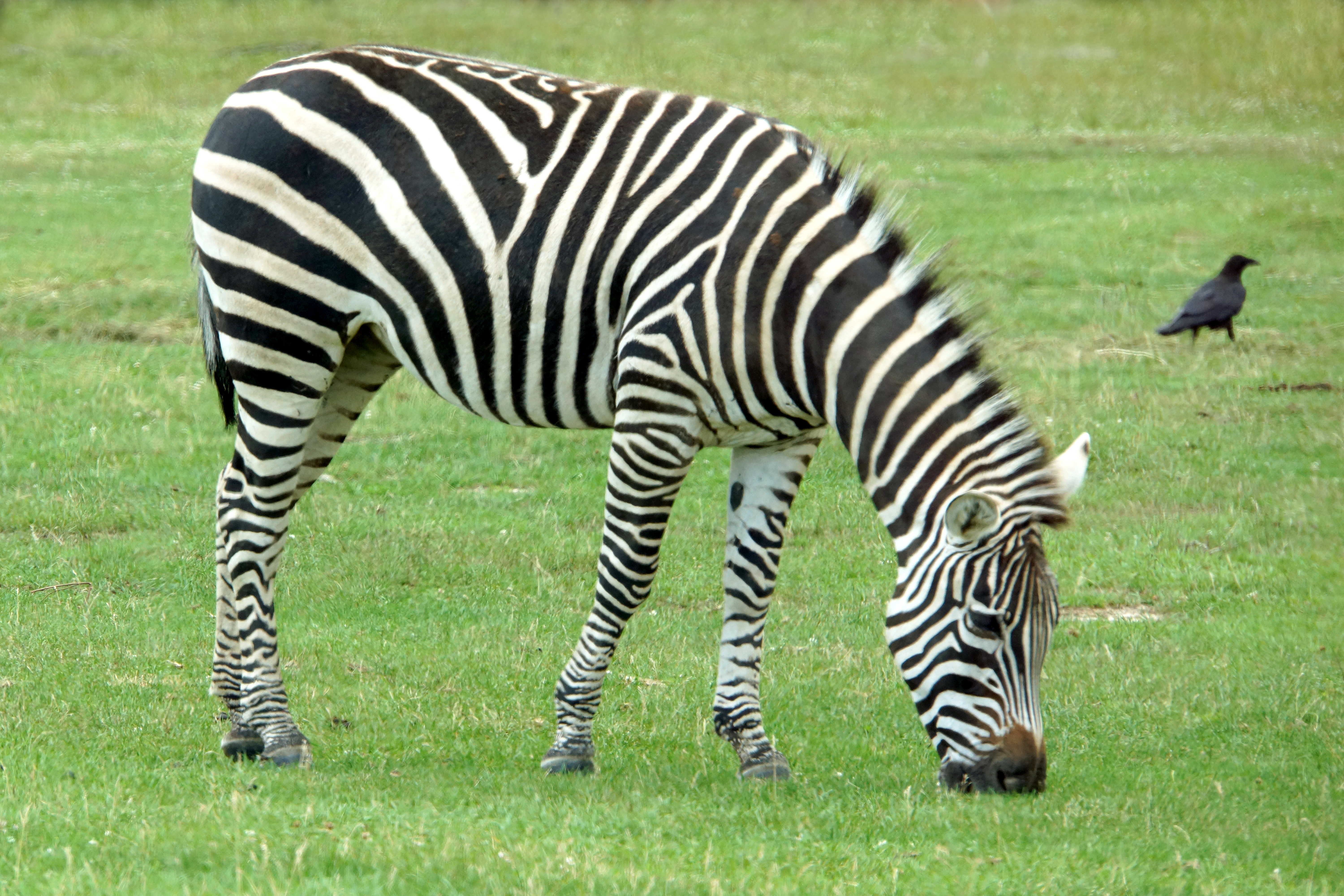
Zebra
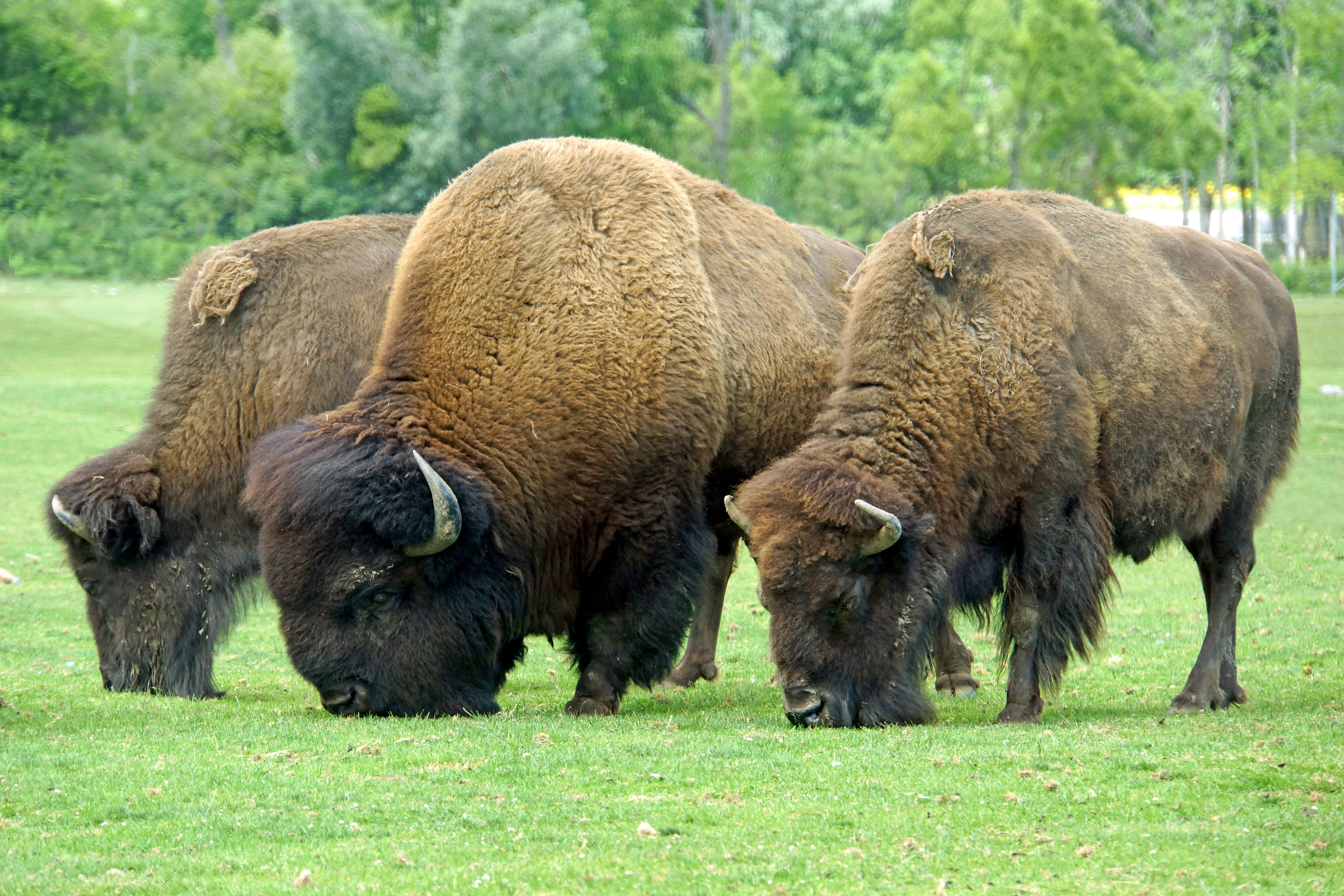
Erwachsene Amerikanische Bisons
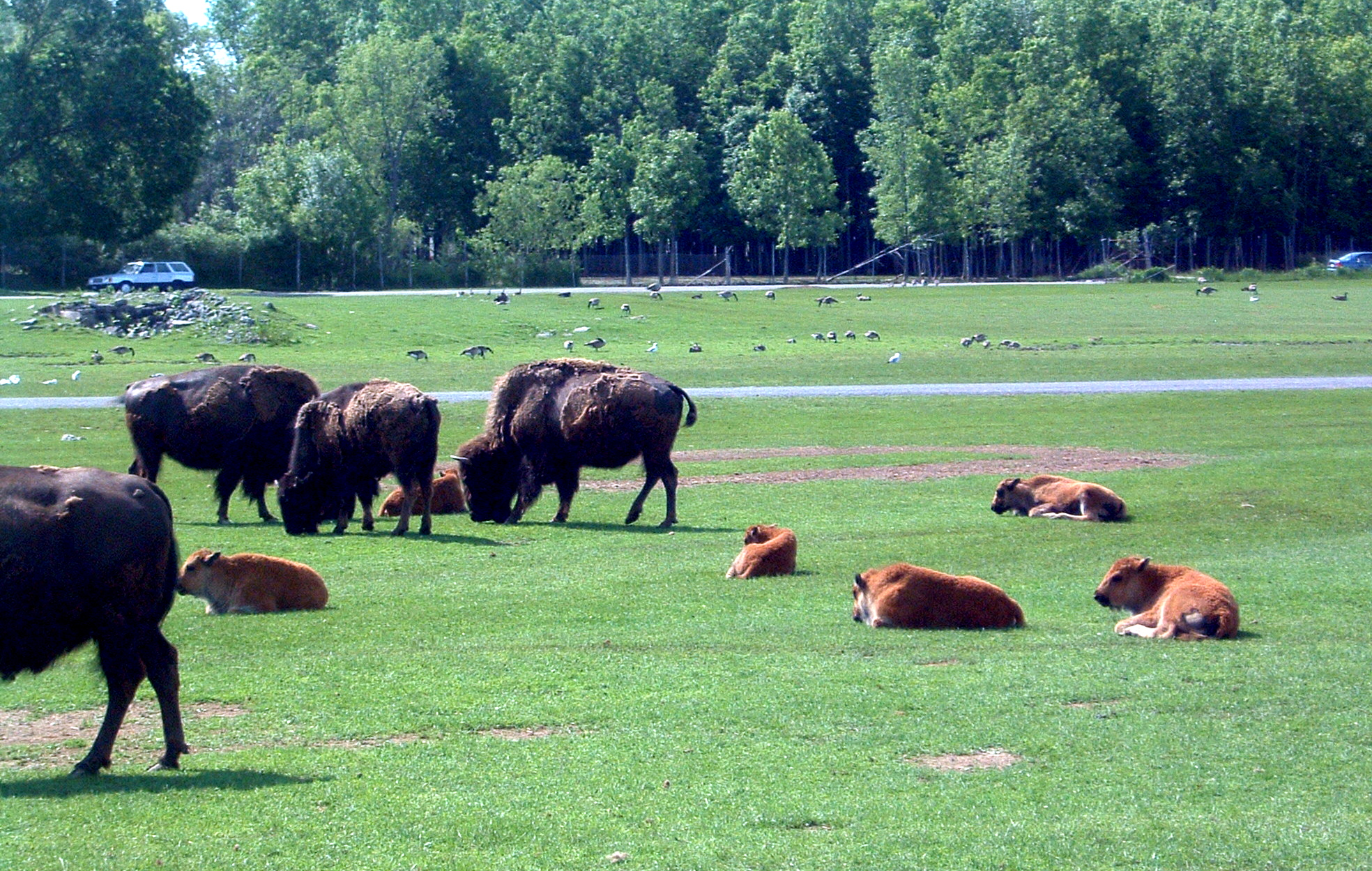
Amerikanische Bisons mit Jungtieren
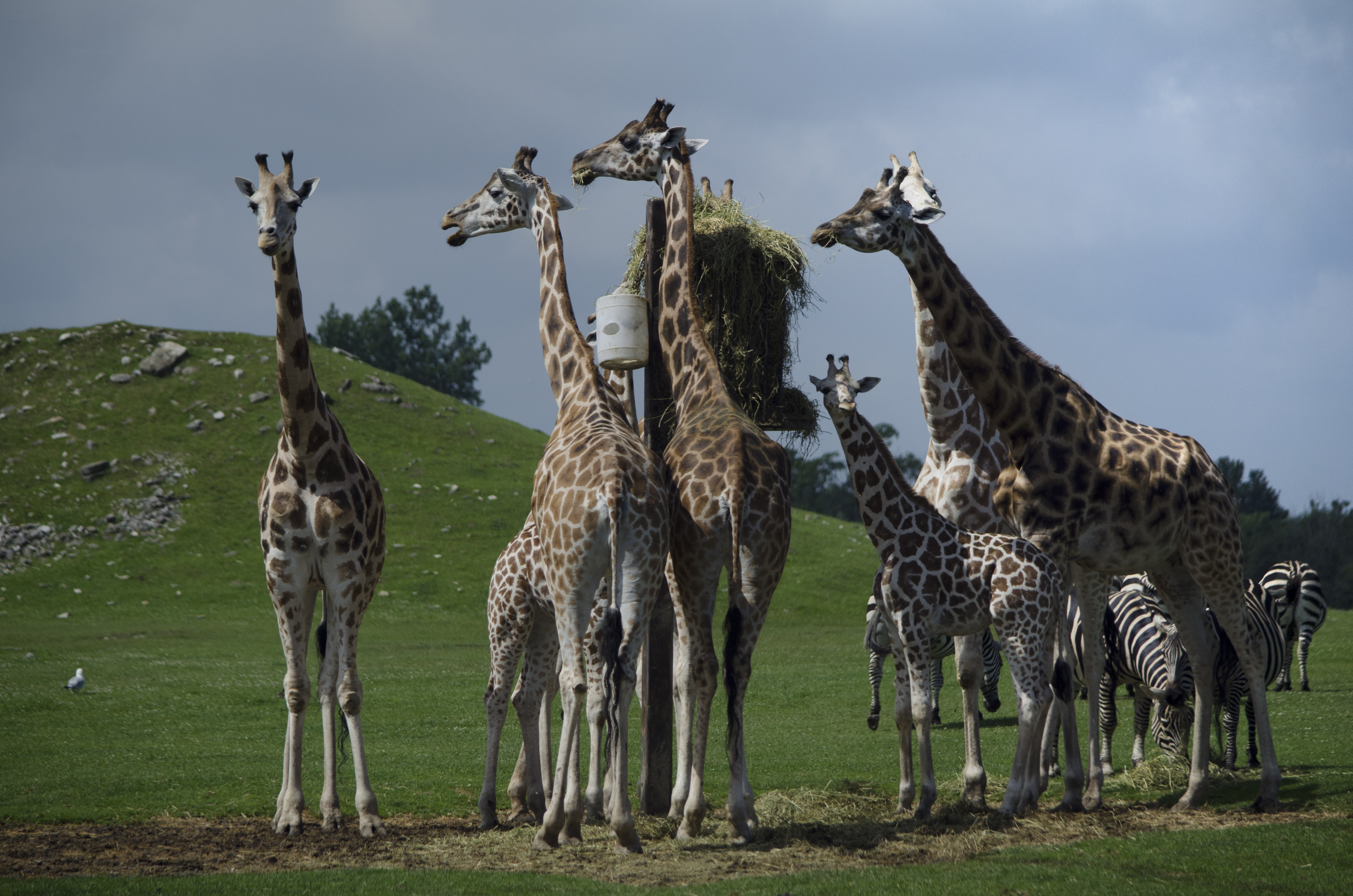
Giraffen
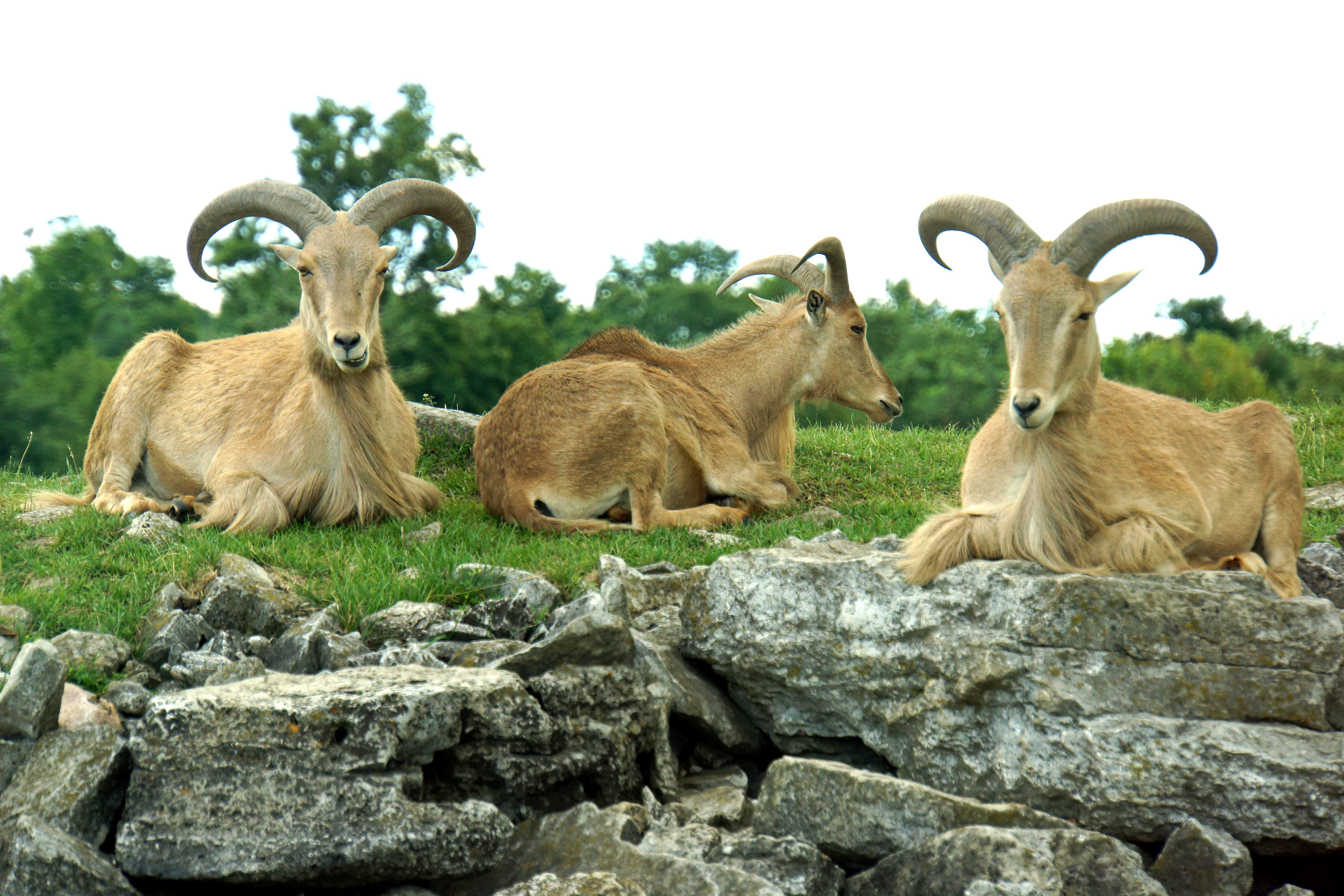
Mähnenspringer (Ammotragus lervia)
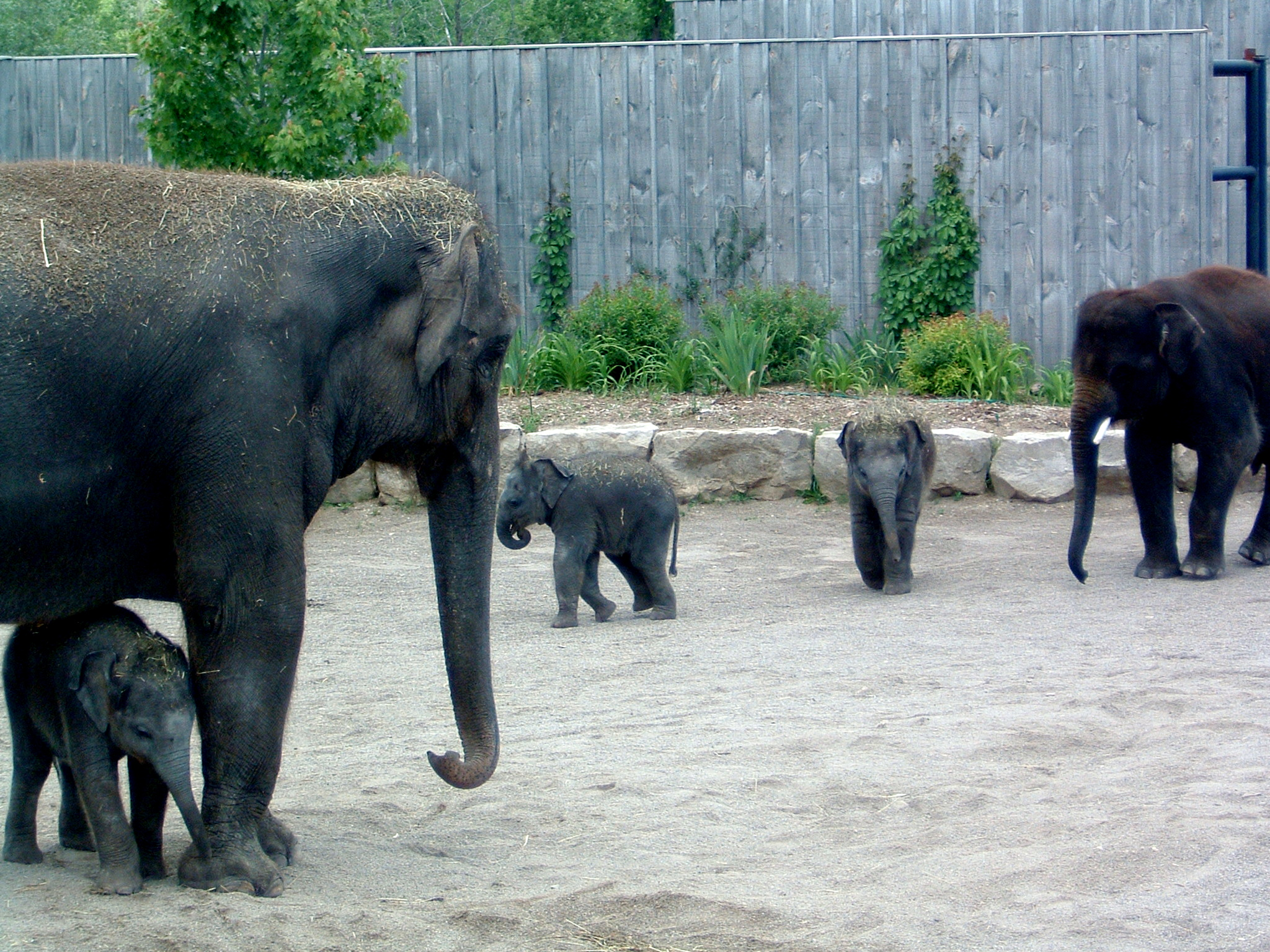
Asiatische Elefanten mit Jungtieren
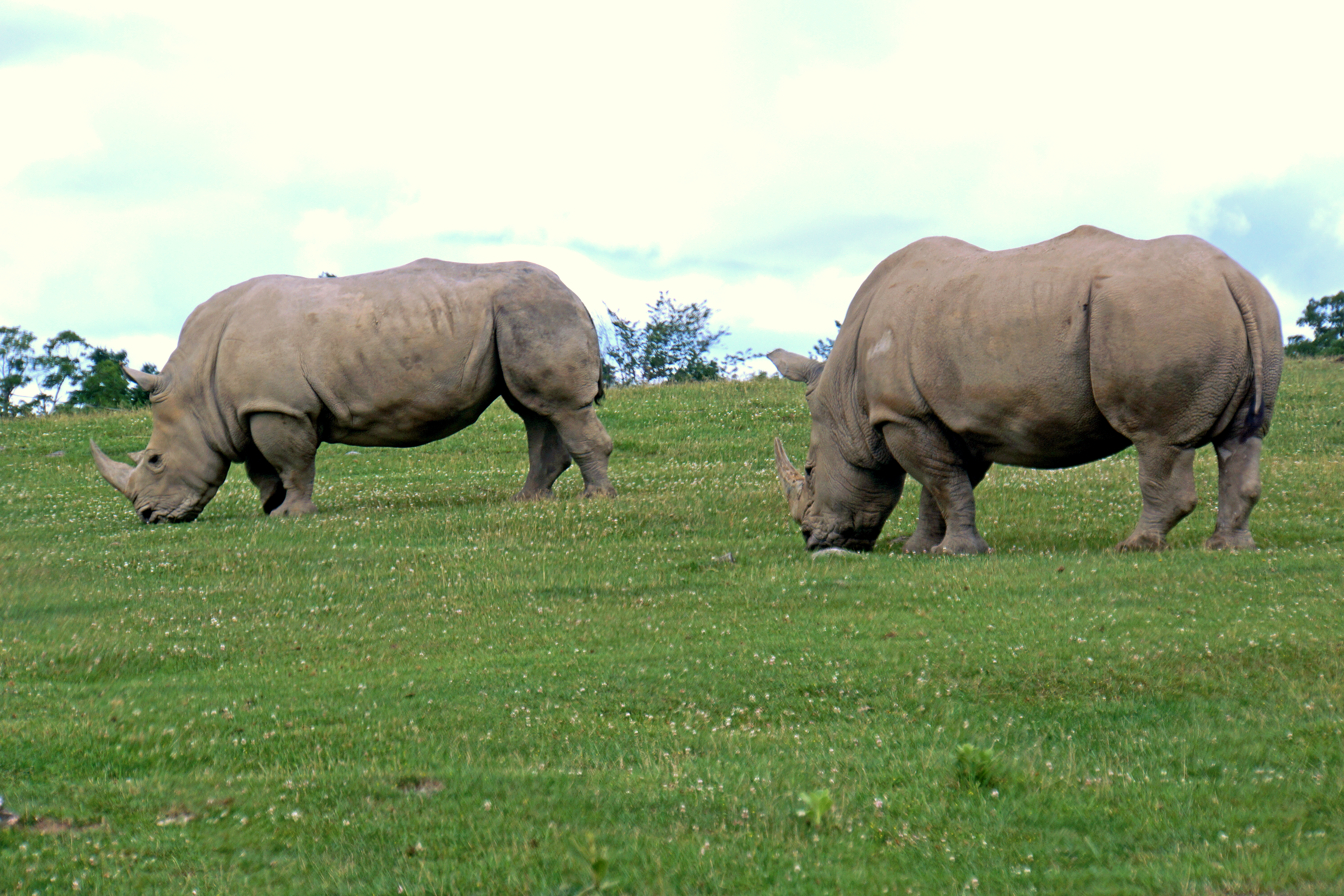
Breitmaulnashörner
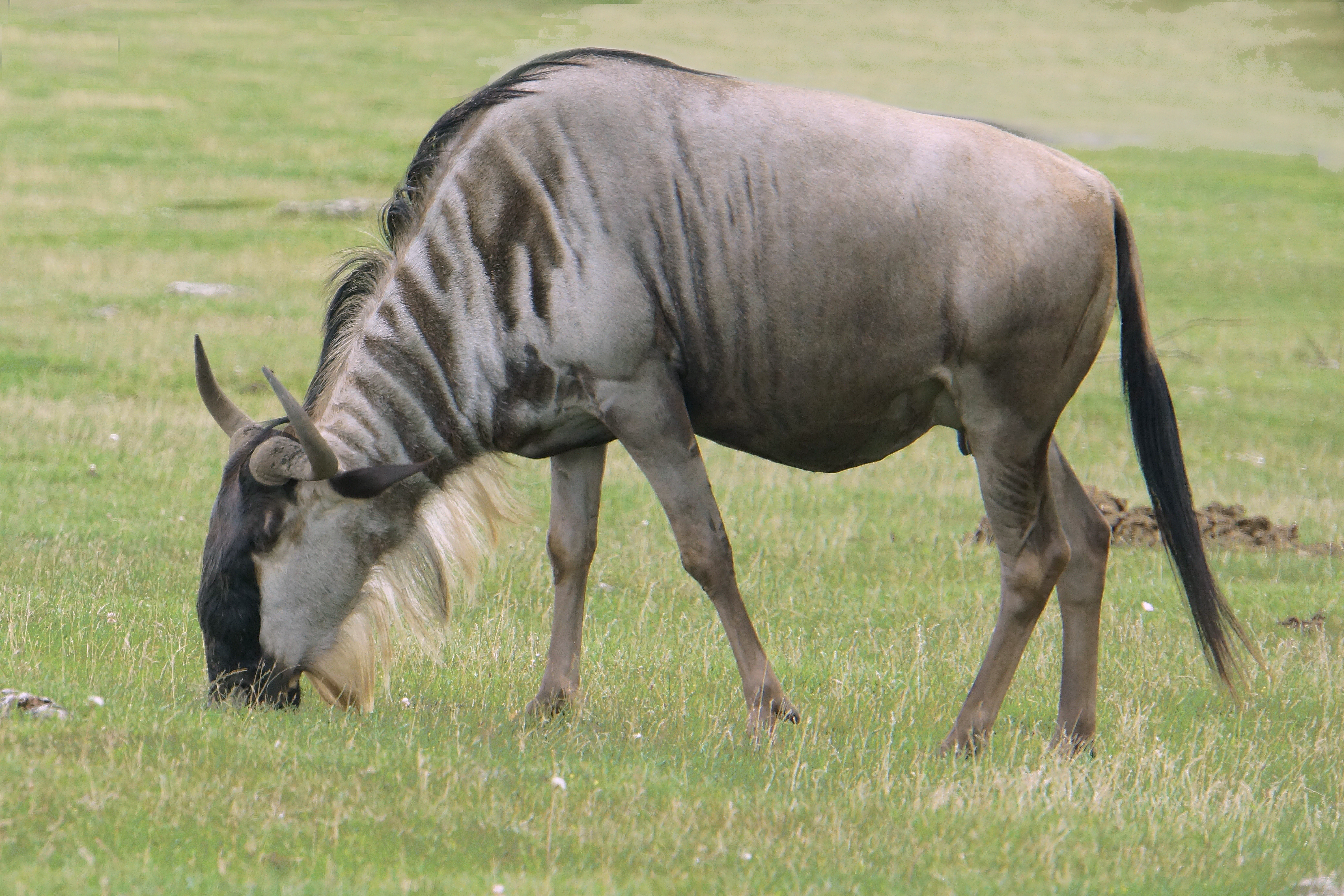
Streifengnu (Connochaetes taurinus)
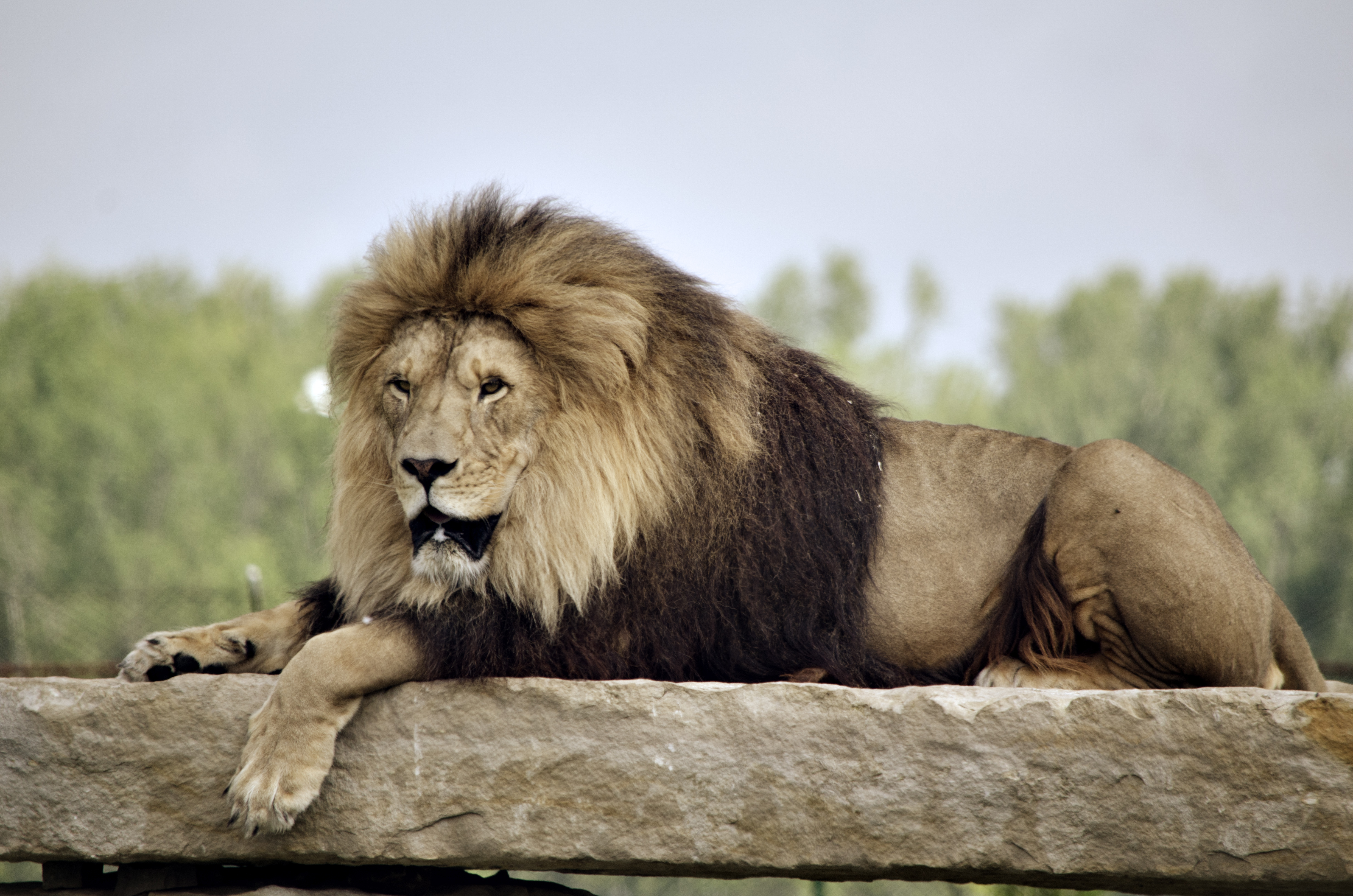
Löwenmännchen